# Nuculidae
Nuculidae of Parelmoerneuten zijn een familie van de nuculoida.

## Kenmerken
De dieren hebben rond-ovale tot scheef-driehoekige, ongelijkzijdige schelpen.  De Nuculidae vertonen geen mantelbocht.  Het oppervlak is glad of met concentrische sculptuur.  Ze leven ingegraven in modder, fijn of grof zand, dicht onder het bodemoppervlak.  Met een sterke voet doorploegen de dieren de bodem op zoek naar voedsel.

## Verspreiding en leefgebied
Ze komen wereldwijd voor.  De meeste soorten in vrij diep tot zeer diep water.  

## Taxonmie
De volgende geslachten zijn bij de familie ingedeeld:
- Acila H. Adams & A. Adams, 1858
- Austronucula Powell, 1939
- Brevinucula Thiele, 1934
- Condylonucula D. R. Moore, 1977
- Ennucula Iredale, 1931
- † Leionucula Quenstedt, 1930
- Linucula Marwick, 1931
- Neonucula Lan & Lee, 2001
- Nucula Lamarck, 1799
- † Nuculoidea H. S. Williams & Breger, 1916
- † Palaeonucula W. Quenstedt, 1830
- Pronucula Hedley, 1902
- Sinonucula Xu, 1985
- Varinucula Maxwell, 1988

## Europese soorten
- Nucula hanleyi Winckworth, 1931
- Nucula nitidosa Winckworth, 1930 - Driehoekige parelmoerneut
- Nucula nucleus (Linnaeus, 1758) - Parelmoerneut
- Nucula sulcata Bronn, 1831 - Grote parelmoerneut